# Suzanne Grandais
Suzanne Gueudret dite Suzanne Grandais, née le 14 juin 1893 à Paris 17e et morte accidentellement à Vaudoy-en-Brie le 28 août 1920, est une actrice française du cinéma muet.
Elle tourna beaucoup pour Léonce Perret et Louis Feuillade, et fut surnommée la Mary Pickford française en raison de sa beauté.

## Biographie
Jeune danseuse, elle entame une carrière théâtrale au théâtre de Cluny dans Le Château des loufoques de Benjamin Rabier. Après une tournée en Amérique du Sud, elle débute au cinéma pour l'Éclair et la Lux. Elle est repérée par Léonce Perret qui en fait l'une des actrices vedettes de l'entreprise Gaumont, tournant dans plus de quarante-cinq films de la société à la marguerite entre 1911 et 1913. Il s'agit principalement de courtes comédies et de drames. Louis Feuillade la prend sous son aile au sein de sa troupe d'acteurs de cinéma, pour la plupart venus du théâtre à l'instar de Renée Carl. Elle tourne alors dans Scènes de la vie telle qu'elle est ou dans les séries de Léonce Perret qui fait figure à la fois de partenaire et de directeur.
Elle quitte la Gaumont au printemps 1913, avec Yvette Andréyor, pour tourner, en Allemagne, des films réalisés par Marcel Robert, le beau-frère d'Émile Cohl, et Charles Decroix pour la Dekagé (Deutsche Kinematograph Gesellschaft). En 1913-1914, elle tourne ainsi plus de dix-huit films. À cause des mauvaises relations avec l'Allemagne, plusieurs films furent tournés en France pour faire oublier leur origine (par exemple : À chacun sa destinée de Charles Decroix).
Après cette période, Suzanne Grandais fonde sa propre compagnie cinématographique, Les films Suzanne Grandais, avec Raoul d'Auchy.
Pendant la guerre, elle travaille à Éclipse et le drame Suzanne (1916) fut un succès qui lui conféra le rang de star internationale. En 1918, Louis Delluc la compare à l'actrice américaine Pearl White.
L'actrice signe un contrat en 1920 avec Charles Burguet et meurt la même année dans un accident sur une route déserte de Seine-et-Marne, au lieu-dit Le Prévert, lors du tournage de L'Essor.

## Décès
Le décès de Suzanne Grandais est, en 1920, un deuil pour l’Art cinégraphique. Cette actrice était peut-être, avec Emmy Lynn, la plus connue et populaire parmi les vedettes françaises du Cinéma de l'époque. Elle était encore en pleine jeunesse, en pleine activité. Il y a quelques jours à peine qu’on avait commencé à projeter dans les principales salles de Paris sa dernière création : Gosse de Riche. Suzanne Grandais avait tourné pour la Phocéa, sous la direction de M. Burguet, un film en 12 épisodes, l’Essor, dont le scénario a pour objet principal de présenter la France dans son  effort de reconstitution et de relèvement, au  milieu des ruines accumulées par la guerre. C’est pour ce film doublement français qu’elle avait parcouru l’Alsace, la Lorraine et les régions dévastées. Un dernier épisode de ce film se déroulait à Vittel. C’est là que Mlle Suzanne Grandais, avec ses principaux interprètes, MM. Bosc et Cahuzac, avait « tourné ». Elle regagnait en automobile Paris. Dans la voiture, outre le chauffeur, se trouvaient M. et Mme Burguet et l’opérateur, M. Ruette. Tous les cinq s’étaient arrêtés à Provins, où ils avaient déjeuné. Puis, ils s’étaient remis en voyage, la voiture venait de dépasser Jouy-le-Châtel dans le canton de Nangis, quand l’accident se produisit. Comme l’automobile prenait le virage, un pneu éclata. La voiture fit une brusque embardée, dont le chauffeur ne put se rendre maître. Le chauffeur en sortit indemne mais sous les décombres, Mlle Suzanne Grandais et M. Ruette restaient inanimés. Des paysans accoururent. L’artiste et son opérateur étaient morts. Ils avaient été tués sur le coup. Mlle Suzanne Grandais avait la tête effroyablement écrasée. On transporta les deux corps à la mairie de Jouy-le-Châtel. Mille Grandais, qui était née à Montmartre, rue du Poteau, avait débuté très jeune au théâtre. Elle n’y fit qu’un rapide séjour et ne tarda pas à se consacrer exclusivement au cinéma, sous la direction de M. Léonce Perret. Tour à tour, elle « tourna » sur les scènes de diverses firmes, et exploita même un instant sous son nom. Ses principales créations furent Midinette, Suzanne, les Roches de Cador, Suzanne et les Brigands, qu’elle « tourna » avec Capellani, Oh ! c’ baiser en 1916 (et non Oh! ce baiser), et enfin Gosse de Riche. Délaissant pour quelque temps le cinéma, elle devait jouer, au mois de février 1920, dans un des plus grands théâtres de Paris, une comédie de Louis Verneuil. Puis, au mois d’avril, elle se proposait d’accompagner Fauteur, interprète en Amérique et devait rester là-bas six mois. 

## Filmographie
- 1911 : Le Chrysanthème rouge de Léonce Perret - (273 m) - Miss Suzie
- 1911 : L'Alibi de Louis Feuillade - (208 m)
- 1911 : Le Bas de laine de Louis Feuillade - (300 m)
- 1911 : Le Chef-lieu de canton de Louis Feuillade - (548 m) - Mme Marcieux
- 1911 : Le Destin des mères de Louis Feuillade - (115 m) - Suzanne
- 1911 : Le Mariage de l'aînée de Louis Feuillade - (370 m)
- 1911 : Les Parents de l'enfant prodigue de Louis Feuillade - (120 m)
- 1911 : La Fille du juge d'instruction de Louis Feuillade - (280 m)
- 1911 : Au bord de la faute ou Au bord du gouffre de Louis Feuillade - (171 m)
- 1911 : Le Roi Lear au village de Louis Feuillade - (360 m)
- 1911 : Maternité - une production Gaumont
- 1911 : L'Aventure de Miette de Emile Chautard - (244 m) - Miette
- 1911 : Les Vipères de Louis Feuillade - (360 m)
- 1912 : Les Blouses blanches de Léonce Perret - (620 m)
- 1912 : Le Mystère des roches de Kador de Léonce Perret - (948 m) - Suzanne de Lormel
- 1912 : La Dentellière de Léonce Perret - (417 m) - La dentellière
- 1912 : La Rançon du bonheur de Léonce Perret - (893 m) - Suzanne Darvel
- 1912 : Laquelle ? de Léonce Perret - (492 m)
- 1912 : L'Apollon des roches noires de Léonce Perret - (303 m)
- 1912 : Le Nain de Louis Feuillade - (421 m) - Lina Béryl
- 1912 : La Petite Volontaire de Louis Feuillade
- 1912 : Amour d'automne de Louis Feuillade
- 1912 : L'Amour passé de Victorin Jasset - (225 m)
- 1912 : Les Audaces de cœur de Louis Feuillade - (303 m) - La marquise
- 1912 : La Bienfaitrice de Henri Fescourt - (279 m) - Suzanne
- 1912 : La Bonne Hôtesse de Léonce Perret - (373 m)
- 1912 : Le Cœur et l'Argent de Louis Feuillade - (382 m) - Suzanne Mauguiet
- 1912 : Le Collier de Nini Pinson de Léonce Perret - (320 m) - Nini Pinson
- 1912 : L'Erreur tragique de Louis Feuillade - (530 m) - Suzanne de Romiguières
- 1912 : L'Homme de proie de Louis Feuillade - (565 m) - La danseuse
- 1912 : La Leçon d'amour de Léonce Perret - (280 m) - Martine
- 1912 : Nanine, femme d'artiste de Léonce Perret - (681 m)
- 1912 : Première aventure de Léonce Perret - (201 m)
- 1912 : La Lumière et l'Amour de Léonce Perret - (328 m)
- 1912 : Le Mariage de Suzie de Léonce Perret - (339 m) - Suzie
- 1912 : La Main de fer de Léonce Perret - (787 m)
- 1912 : La Main de fer contre la bande aux gants blancs de Léonce Perret - (742 m)
- 1912 : Le Noël de Francesca de Louis Feuillade - (285 m) - Francesca
- 1912 : Le Homard de Léonce Perret
- 1912 : À propos d'épingles à chapeau (ou Les Épingles)  de Léonce Perret
- 1912 : La Petite Duchesse de Léonce Perret - (283 m)
- 1912 : Petite rosse de Léonce Perret - (924 m)
- 1912 : La Pierre de Sir John Smithson - une production Gaumont - (474 m)
- 1912 : La Vertu de Lucette de Louis Feuillade - (324 m) - Lucette
- 1912 : La Prison sur le gouffre de Louis Feuillade - (658 m) - Mme Bertin
- 1913 : La Dentellière de Léonce Perret : Yolande Vouwermann, la dentellière
- 1913 : Au fond du gouffre de Léonce Perret - (328 m)
- 1913 : Chacun sa destinée de Raoul d'Auchy - 885 m) - Suzanne
- 1913 : La Force de l'argent de Léonce Perret - (983 m) - Suzanne Leclerc
- 1913 : Un nuage passe (ou Léonce et Suzanne) de Léonce Perret : Suzanne
- 1913 : L'Obsession du souvenir - une production Gaumont - (393 m)
- 1913 : La Dame du numéro treize - une production Gaumont - (300 m) - La dame
- 1913 : Honneur passe richesse - une production Gaumont - (860 m)
- 1913 : L'Irréparable - une production S.C.F - (964 m)
- 1913 : Suzanne veut danser le tango - (277 m) - Suzanne Daubray
- 1913 : La Torpille aérienne de Raoul d'Auchy - (748 m)
- 1913 : Suzanne professeur de piano de Raoul d'Auchy - Suzanne Daubray
- 1913 : Léonce en voyage de noces de Léonce Perret - (337 m)
- 1913 : Léonce veut maigrir de Léonce Perret
- 1913 : Léonce flirte de Léonce Perret
- 1913 : Les Bretelles de Léonce Perret
- 1913 : Fantaisie de milliardaire de Henri Fescourt - (320 m)
- 1913 : Le Pont sur l'abîme de Louis Feuillade - (944 m) - Mme Rodriguez
- 1913 : La Gitane de Raoul d'Auchy
- 1913 : La Demoiselle des P.T.T de Raoul d'Auchy - (342 m) - La demoiselle
- 1914 : La Rencontre, de Louis Feuillade - (523 m)
- 1914 : L'Énigme de la Riviera de Léonce Perret - (1 346 m)
- 1914 : Fille d'amiral de Raoul d'Auchy - (1 040 m)
- 1914 : Grande sœur de Raoul d'Auchy - (1 150 m)
- 1914 : La Petite Bagatelle de Raoul d'Auchy - (856 m)
- 1914 : L'Heure du rêve de Léonce Perret - (1 100 m)
- 1916 : Suzanne, professeur de flirt de Louis Mercanton et René Hervil - Suzanne Daubray
- 1916 : Oh ! ce baiser de Louis Mercanton et René Hervil - (900 m) - Edith
- 1916 : Le Tournant de Louis Mercanton et René Hervil - (1 650 m) - Suzanne de Bréville
- 1916 : L'Esclave de Phidias de Louis Mercanton et René Hervil - (910 m)
- 1916 : Midinettes de Louis Mercanton et René Hervil - (1 850 m) - Rosette
- 1916 : Suzanne et les Vieillards de Henri Fescourt - (304 m) - Suzanne Daubray
- 1917 : Le Tablier blanc de Louis Mercanton et René Hervil - (1 495 m)
- 1917 : La Petite du sixième de Louis Mercanton et René Hervil - (1 595 m) - Micke
- 1918 : Loréna de Georges Tréville - (1 628 m) - Lorena
- 1918 : Le Siège des trois de Jacques de Baroncelli - (1 510 m)
- 1918 : Mea Culpa de Georges Champavert
- 1918 : Son aventure de René Hervil - (1 200 m) - Nina
- 1919 : Simplette de René Hervil - (1 395 m, film en 4 parties) - Simplette
- 1920 : Suzanne et les Brigands de Charles Burguet - (1 300 m) - Suzy Clearing
- 1920 : Gosse de riche de Charles Burguet - (2 008 m) - Suzanne Maravon
- 1921 : L'Essor de Charles Burguet - (10 000 m, film tourné en 10 épisodes)[9]